# هكذا تكلم زرادشت
هكذا تكلّم زرادشت (بالألمانية:  Also sprach Zarathustra: Ein Buch für Alle und Keinen) هي رواية فلسفيّة للفيلسوف الألماني فريدريك نيتشه، تتألّف من أربعة أجزاء صدرت بين 1883 و1885. تتكوّن من سلسلة من المقالات والخطب تسلّط الضّوء على تأمّلات زرادشت، وهي شخصيّة مستوحاة من مؤسّس الدّيانة الزّرادشتيّة.
صاغ نيتشه أفكاره الفلسفيّة في قالب ملحمي وبلغة شعريّة، وقدّم في كتابه مقاربة للفضائل الإنسانيّة كما يراها إلّا أنّه أخذ عليه تمجيده للقوّة حيث يُعدُّ نيتشه من أوائل من صاغوا نظريّة الرّجل الخارق. ظهرت في هذا الكتاب أوّل إشارة للنّظريٍة النّيتشيّة التّكرار الأبدي.

## الفلسفة في الكتاب
وجه نيتشه أفكاره بالدرجة الأولى إلى الحضارة الأوروبية وحداثتها وعقلانيتها، وليس إلى السيطرة الرأسمالية وتكنولوجيتها، وهو بذلك نقد انثروبولوجي وليس سوسيولوجيا. كما أن مفهوم «السياسة الكبرى» الذي دعا إليه ما هو الا انعكاس لعدائه الشديد للديمقراطية والاشتراكية والمسيحية باعتبارها تمثل «اخلاق العبيد». هدف نيتشه كان تعرية الغريزة البشرية في الأخلاق من أجل هدم الأخلاق البرجوازية وتعريتها على حقيقتها، مثلما حارب الأخلاق النفعية باعتبارها «فلسفة للخنازير»، حسب تعريفه، تقوم على الجشع وتتميز بالحرص الممزوج بالجبن لتحقيق المآرب والمنافع، وبهذا فالأخلاق عنده ليست سوى إستراتيجية للدفاع عن مصالح محددة تمنع الفرد من اطلاق العنان لرغباته، وإذا نادى نيتشه بموت الإله، فإنه دعا في نفس الوقت، إلى موت الإنسان، الذي أوقفه عصر التنوير على رجليه. وان هذه الافكار ليست سوى هوس فلسفي بالوجود المفقود وبالعدمية المنتصرة بعد موت الإله.

### الإنسان الأعلى
تأثر نيتشه بنظرية التطور، فبنى نظرياته التي تهدف إلى هدم الدين -المسيحية خصوصاً- وبناء الإنسان المتفوق وكذلك نظريته في التكرار الأبدي على مانصت عليه نظرية التطور.
ففي سلسلة التطور، كل نوعٍ أوجد نوعاً جديداً متفوقاً عليه -إلا الإنسان-، وكان تطور تلك الأنواع ناتجٌ عن الانتخاب الطبيعي، حتى وصلت حلقة التطور إلى نوع الإنسان. وهنا توقف التطور -بحسب نيتشه- ولا سبيل إلى إكمال مسيرته إلا عن طريق تطور الإنسان إلى نوعٍ جديد، هو الإنسان المتفوق. ولكن هذا التطور، ولأنه متقدمٌ جداً في سلم الحياة، يتطلب كلا نوعي الانتخاب -الطبيعي والاصطناعي-.
ولأن الانتخاب الطبيعي قائمٌ أساساً على القوة و«البقاء للأصلح»، فلن يبقى إلا أقوى الأفكار وأقوى البشر. ومن هنا نتبين سبب تمسكه بأخلاق القوة وإرادة القوة التي بنى عليها نظرياته الأخلاقية.
إلا أن نيتشه نفسه أنكر كونه «داروينياً» ووصف من اعتبره هكذا بالساذج وان كل من وصفه بذلك فهو لم يفهم فلسفته في الإنسان الأعلى فهو لم يقصد به إنسانا متفوقا بالمعنى البيولوجي البحت وهذا مما ذكره نيتشه نفسه في كتابه هذا هو الانسان
تأثر أدولف هتلر بنظرية Übermensch أو الرجل الخارق، وكان ينعت نفسه بهذا الوصف في كتاب كفاحي.
بيد ان الكثير من مؤيدي فلسفة نيتشه يفصلون بين ما فعل هتلر وما ارتكبه من جرائم وفكرة الإنسان الاعلى التي ابتدعها الفيلسوف نيتشه

### فلسفة الأخلاق
فلسفته في مجال الأخلاق هي الأكثر سيادةً في هذا الكتاب. إن الإرادة هي من تحدد اتجاهاتنا واتجاه الحياة نفسها -وهنا يظهر تأثره بشوبنهاور وكتابه العالم كإرادة وفكرة، وهي من تقرر إذا ما كنا نفعل فضيلةً أم نفعل سواها. حسب نيتشه بإمكاننا تحويل الشهوة إلى فضيلة، عندما نضع فيها مقصداً سامياً. وكل ما كان -في الماضي- هو ما أرادته الإرادة أن يكون فعلاً، لذا لا حاجة بنا إلى ندب الماضي ولعنه، وهي نظرية قريبة من الجبرية.
حسب نيتشه إنه ينبغي أن نفعل الفضيلة لذات الفضيلة، ولا ننتظر ثواباً عليها. لأن الفضيلة هي ثواب نفسها، فالوصول إليها هو ثوابها. ويقول أن أخطر الناس هم «أهل الصلاح والعدل»، لأنهم يحاكمون بكل إخلاص، ويقتلون بكل صلاح، ويكذبون بكل عدل، حسب قوله، وهم يعتقدون بأنهم يعرفون ما هو خيرٌ للبشر وما هو شرٌ عليهم، ومن هنا يمارسون وصايتهم الممقوتة.
ولكن نيتشه يقرر لنا مخرجاً من أهل الصلاح هؤلاء بقوله: إن الخير والشر نسبيان، فما هو خير لك لا يعني بالضرورة خيرٌ لي، بل ربما يكون شر علي، فما تراه أنت خيراً أراه شراً في أحايين كثيرة..لذا فلكلٍ طريقه ولا توجد جادةٌ سليمة واحدةٌ يسير عليها العالمين. فالحكمة تقتضي على الإنسان أن يعرف خيره وشره، وأن يتكامل في خيره وشره. كما أن الشر الأعظم ضروري للخير الأعظم.
أما ما يتعلق بإرادة القوة، فنيتشيه يقدسها ويعبدها، ويرى -دوماً- بأن من حق الأقوى أن يحكم، والشعب الأقوى أحق بمقدرات الأضعف.
فهو يرى أنه «لا مساواة» لكن «نعم للعدالة». وبدل العقل والعقلانية جعل الجسد هو العقل الأكبر، وان اللاعقل هو المصدر الأصل، «ففي كل مكان يكاد يكون الجنون هو الذي يفتح الطريق أمام الفكر الجديد، وعلى البشر أن يحققوا أهدافهم الكلية. والإنسان المتفوق هو الذي يستطيع تحقيق الأهداف والارتفاع إلى مستوى الحب القدري»، وبهذا جعل نيتشه الإنسان «كمؤدب» الإنسان، ومن يستطيع تحقيق الأهداف عليه أن يعرف «انه يحتاج إلى أسوأ ما فيه إذا أراد أن يصل إلى أفضل ما فيه». وهو بهذا لا ينادي بتحرير الغرائز بقدر ما يريد إضفاء الصبغة الروحية عليها وتحويل الطبيعة إلى عمل فني والعودة إلى الأبدي. يمثل نيتشه في الواقع نزعة عدمية بأحلك صورها، فهو يقول بأن الحقيقة والكذب يوظفان دوماً من اجل الكائن المتفرد، كما أن الحقيقة والوعي والعقل والموضوعية والأخلاق، وكل ما على الأرض في هذا الزمن، إنما يبرهن، خطوة فخطوة بكونه تدهوراً أمام قرف الحياة. وأمام هذا العجز والإحباط ليس هناك من مخرج سوى «تحرر الأنا والدخول في نيرفانا الفناء».

### المرأة
يذم نيتشه المرأة، رغم ترعرعه طيلة عمره مع أمه وأخته، حيث قضى أباه وهو بعمر الخامسة، والنتيجة كانت فلسفة مؤذية للمرأة. في كتابه يحذر من اتخاذ المرأة صديقاً، فهي لا تصلح سوى للحب، وهي مجرد لعبة للرجل، ولا هدف منها ولا مهمة لها سوى الولادة، وهي لا تعرف الشرف ولا تدري ما هو. حيث يذكر في الجزء الأول من هذا الكتاب: «إذا ذهبت إلى المرأة، فلا تنس السوط». وحسب مفهوم نيتشه فإن هدف الزواج ينحصر في إنتاج «الإنسان المتفوق»، لذا ينبغي أن يقام الزواج بأقصى قدرٍ ممكنٍ من الكمال، فيجب أن يسبق الزواج فترة يلتقي فيها المرأة والرجل ويتعايشان لينظرا هل بإمكانهما الاستمرار في زواجٍ يربطهما إلى الأبد. ووجه نيتشه انتقادات لاذعة لحركات التحرر النسوي في أوروبا التي طالبت بمساواة الجنسين وحفظ حقوق المرأة واعتبر من يطالبن بذلك من النساء هن نساء فاقدات لأنوثتهن فلجأوا للمساواة بين الجنسين مبررا ذلك بأن الأنثى بما هي لأنثي قادرة على الحصول على حقوقها وأكثر من دون المطالبة بذلك عن طريق الشعارات حيث فصّل في كتابه «هذا هو الإنسان» نظرته لحركات التحرر تلك ومنها ما نصه هو، «تحرر المرأة هو غريزة حقد المرأة الفاشلة».

### فلسفته في الدين
وضع عوضاً عن الإله الإنسان الأعلى، ووضع بدلاً عن الآخرة، نظريته في التكرار الأبدي. حيث قال بأن كل ما نعيشه الآن قد عشناه من قبل وسنعيشه مستقبلاً، فنحن سنعود نحن كما نحن الآن.

## التأثير
يتفق كثير من المفكرين على أن أفكار نيتشه وفلسفته غير صائبة، وأنها تتضمن أفكارا ومفاهيم راديكالية وقفت ضد الديمقراطية، وعداء سافرا للنساء.
منذ منتصف القرن الماضي اكتشف رواد مدرسة فرانكفورت فردريك نيتشه، ومن ثم وجد رواد ما بعد الحداثة الفرنسيون أمثال دلوز وفوكو في أفكاره مناهضا قويا لليسار الأوروبي.

## اقتباسات من الكتاب
- هناك دوما شيء من الجنون في الحب. لكن هناك دوما شيء من العقل في الجنون أيضا
- إنني أستعرض جميع ما كُتب، فلا تميل نفسي إلا إلى ما كتبه الإنسان بقطرات دمه، اكتب بدمك فتعلم حينئذ أن الدم روح، وليس بالسهل أن يفهم الإنسان دماً غريباً
- كل إنسان تعجزون عن تعليمه الطيران، علموه على الأقل أن يسرع بالسقوط
- وحدة البعض هي هروب المرضى، ووحدة البعض الآخر هي الهروب من المرضى
- أن أحيا كما أريد، أو لا أحيا إطلاقا
- أحمق من لا يزال يتعثر في الأحجار والبشر
- حشرات المجتمع

سارع إلى عزلتك، يا صديقي، فقد أورثك الصداع صخب عظماء الرجال، وآلمتك وخزات صغارهم. إن جلال الصمت يسود الغاب والصخور أمامك، فعد كما كنت شبيها بالدوحة التي تحب، الدوحة الوارفة الظل، المشرفة على البحر مصغية في صمتها إلى هديره.
على أطراف حقول العزلة تبدأ حدود الميادين حيث يصخب كبار الممثلين ويطن الذباب المسموم. لا قيمة لخير الأشياء في العالم إن لم يكن لها من يمثلها، والشعب يدعو ممثليه رجالا عظاما، إنه يسيئ فهم العظمة المبدعة. فيبتدع من نفسه المعاني التي يجعل بها ممثليه والقائمين بالأدوار الكبرى على مسرح الحياة.
إن العالم يدور دورته الخفية حول موجدي السنن الجديدة. وحول لاعبي الأدوار على مسرح الحياة يدور الشعب وتدور الأمجاد، وعلى هذه الوتيرة يسير العالم.
إن للاعب الأدوار ذكاءه، ولكنه لا يدرك حقيقة هذا الذكاء لانصباب عقيدته إلى كل طريقة توصله لخير النتائج وإلى كل أمر يدفع بالناس إلى وضع ثقتهم به. غدا سيعتنق هذا الرجل عقيدة جديدة، وبعد غد سيستبدل بها أجد منها. ففكرته تشبه الشعب تذبذبا وتوقدا وتقلبا.
إن ممثل الشعب يرى في التحطيم برهانه، وفي إيقاد النار حجته، وفي إراقة الدماء أفضل حجة وأقوى دليل. إنه ليعتبر هباء كل حقيقة لا تسمعها إلا الآذان المرهفة، فهو عبد الآلهة الصاخبة في الحياة.
إن ميدان الجماهير يغص بالغوغاء المهرجين، والشعب يفاخر بعظماء رجاله فهم أسياد الساعة في نظره. ولكن الساعة تتطلب السرعة من هؤلاء الأسياد، فهم يزحمونك يا أخي، طالبين منك إعلان رفضك أو قبولك، والويل لك إذا وقفت حائرا بين نعم وبين لا
وإذا كنت عاشقا للحقيقة فلا يغرنك أصحاب العقول الرعناء المتصلبة، وما كانت الحقيقة لتستند يوما إلى ذراع أحد هؤلاء المتصلبين.
دع المشاغبين وارجع إلى مقرك، فما ميدان الجماهير إلا معترك يهدد سلامتك بين خنوع نعم وتمرد لا .
```
إن تجمع المياه في الينابيع لا يتم إلا ببطء، وقد تمر أزمان قبل أن تدرك المجاري ما استقر في أغوارها.
```

لا تقوم عظمة إلا بعيدا عن ميدان الجماهير وبعيدا عن الأمجاد، وقد انتحى الأماكن القصية عنها من أبدعوا السنن الجديدة في كل زمان.
اهرب، يا صديقي، إلى عزلتك. لقد طالت إقامتك قرب الصعاليك والأدنياء. لا تقف حيث يصيبك انتقامهم الدساس وقد أصبح كل همهم أن ينتقموا منك. لا ترفع يدك عليهم فإن عددهم لا يحصى، وما قدر عليك أن تكون صيادا للحشرات. إنهم لصغار أدنياء ولكنهم كثر. ولكم أسقطت قطرات المطر وطفيليات الأعشاب من صروح شامخات. ما أنت بالصخرة الصلدة ولشد ما فعلت بك القطرات، لسوف يتوالى ارتشافها عليك فتصدعك وتحطمك تحطيما.
لقد أرهقتك الحشرات السامة فخدشت جلدك وأسالت منه الدماء، وأنت تتحصن بكبرك لتكظم غيظك، وهي تود لو أنها تمتص كل دمك معتبرة أن من حقها أن تفعل ذلك لأن دمها الضعيف يطلب دما ليتقوى، فهي لا ترى جناحا عليها إذ تنشب حمتها في جلدك. إن هذه الجروح الصغيرة لتذهب بالألم إلى مدى بعيد في حسك المرهف، فتتدفق صديدا يرتعيه الدود. أراك تتعالى عن أن تمد يدك لقتل هذه الحشرات الجائعة، فحاذر أن يجول سم استبدادها في دمك.
إن هؤلاء المشاغبين يدورون حولك بطنين الذباب، فهم يرفعون أناشيدهم تزلفا إليك ليتحكموا في جلدك ودمك. إنهم يتوسلون إليك ويداهنونك كما يداهنوا الآلهة والشياطين، فيحتالون عليك بالملاطفة والثناء، وما يحتال غير الجبناء.
إنهم يفكرون بك كثيرا في سرهم فيلقون الشكوك عليك، وكل من يفكر الناس به كثيرا تحوم حوله الشبهات.
إنهم يعاقبونك على كل فضيلة فيك ولا يغتفرون لك من صميم فؤادهم إلا ما ترتكب من الخطأ. إنك لكريم وعادل، لذلك تقول في قلبك: إن هؤلاء الناس أبرياء وقد ضاقت عليهم الحياة. ولكن نفوسهم الضيقة تقول في نجواها: إن كل حياة عظيمة إنما هي حياة مجرمة. ويشعر هؤلاء الناس بأنك تحتقرهم عندما تشملهم بعطفك، فيبادلونك عطفك بالسيئات. إنك لتصدعهم بفضيلتك الصامتة فلا يفرحون إلا عندما يتناهى تواضعك فيستحيل غرورا. إن الناس يطمحون بالطبع إلى تأجيج كل عاطفة تبدوا لهم، فاحذر الصعاليك لأنهم يحسون بتفاهتهم أمامك فيتحمسون حتى ينقلب إحساسهم كرها وانتقاما.
أفما شعرت أنهم يخرسون عندما تطلع عليهم، فتبارحهم قواهم كما يبرح الدخان النار إذا اهمدت ؟
أجل يا صديقي، ما أنت إلا تبكيت في ضمائر أبناء جلدتك لأنهم ليسوا أهلا لك، فهم لذلك يكرهونك ويودون امتصاص دمك.
إن أبناء جلدتك لن يبرحوا كالحشرات المسمومة لأن العظمة فيك ستزيد أبدا في كرههم لك.
إلى عزلتك، يا صديقي، إلى الأعالي حيث تهب رصينات الرياح، فإنك لم تخلق لتكون صيادا للحشرات. هكذا تكلم زرادشت.
ترجمة: الدكتور أحمد الطريبق

## الترجمات العربية
صدرت ترجمات عربية للكتاب من بينها ترجمة كل من:
- هكذا تكلم زرادشت، ترجمة فيليكس فارس، الإسكندرية، 1938
- يوحنا قمير
- هكذا تكلم زرادشت، ترجمة محمد الناجي، أفريقيا الشرق، الدار البيضاء، 2006
- هكذا تكلم زرادشت، ترجمة علي مصباح، دار الجمل، ألمانيا، 2010

## وصلات خارجية
- هكذا تكلم زرادشت على موقع الموسوعة البريطانية (الإنجليزية)

- نسخة مترجمة للكتاب من قبل مؤسسة هنداوي للتعليم والثقافة
- كتاب هكذا تكلم زرادشت إلكترونياً
- آراء القراء على كتاب هكذا تكلم زرادشت  على موقع أبجد